# Alexander Abascheli
Alexander Wissarionowitsch Abascheli (georgisch ალექსანდრე აბაშელი; geb. 15. Augustjul. / 27. August 1884greg. in Satschotschio, Russisches Kaiserreich; gest. 29. September 1954 in Tiflis, Georgische SSR), wirklicher Name Isaak Tschotschia (georgisch ისაკ ჩოჩია), war ein georgisch-sowjetischer Dichter.

## Leben und Werk
Abascheli war an der Russischen Revolution von 1905 beteiligt.
In seinen frühen Jahren wurde Abaschelis Schaffen vom Symbolismus geprägt (Gedichtsammlung მზის სიცილი, „Das Gelächter der Sonne“, 1913). Die sozialistischen Umwälzungen in Georgien übten einen entscheidenden Einfluss auf seine Poesie aus. In seinen Versen „Die Nacht von Tiflis“ (1926), „Dichter“ (1929), „Lyrik und Gärtner“, „Oktoberdonner“ (1937), „Versgeburt“, „Heimat“ (1938) und anderen zeigte Abascheli die Wesensmerkmale der neuen Ära auf. In den Jahren des Großen Vaterländischen Krieges schrieb er unter anderem die Gedichte „Brief an die Mutter“, „Stalingrad“ und „Der Chewsurische Panzersoldat“. Abaschelis Poesie war der Freundschaft von Menschen und der Vertiefung sozialistischer Beziehungen gewidmet, was am deutlichsten in den Gedichten „Lenins Herz“, „Neues Georgien“, „Der Oktoberstern strahlt“, „Ukraine“ und „Die Kremltürme“ zum Tragen kommt.
Er gab die vollständig gesammelten Werke von Wascha-Pschawela heraus. Zusammen mit Grigol Abaschidse verfasste er den Text zur Nationalhymne der Georgischen SSR. Abascheli ist auch als Autor des ersten georgischen Science-Fiction-Romans „Eine Frau im Spiegel“ (ქალი სარკეში, 1933) bekannt.

## Auszeichnungen
- 1944: Orden des Roten Banners der Arbeit